# Vétheuil
Vétheuil – miejscowość i gmina we Francji, w regionie Île-de-France, w departamencie Dolina Oise. Przez miejscowość przepływa Sekwana. 
Według danych na rok 2010 gminę zamieszkiwało 887 osób, a gęstość zaludnienia wynosiła 206 osób/km².